# Neobisium settei
Neobisium settei es una especie de arácnido del orden Pseudoscorpionida de la familia Neobisiidae.

## Distribución geográfica
Se encuentra en la isla de Corcega (Francia).